# Batalla de Fujigawa
La batalla de Fujigawa (富士川の戦い 'Fujigawa no tatakai'?) fue una batalla de las Guerras Genpei a finales de la era Heian de la Historia de Japón, en 1180, en lo que es ahora la Prefectura de Shizuoka.
Intentando recuperase de su exilio y reconstruir su ejército, Minamoto no Yoritomo envió mensajeros a reclutar otras familias. Mientras iba a través de la región debajo del Monte Fuji y dentro de la Provincia de Suruga, planeaba reunirse con el Clan Takeda y otros clanes de Kai y Kozuke al norte. Estos aliados llegaron justo a tiempo de enfrentarse al perseguidor ejército del Clan Taira . Supuestamente en esa noche los Taira creyeron que el sonido de una bandada de aves era el sonido de un ataque sorpresa de los Minamoto, y escaparon, sin que hubiera batalla.